# 李纲墓
李纲墓，位于中国福建省福州市闽侯县荆溪镇光明村，为一个省级文物保护单位，类型为古墓葬，为第一批福建省文物保护单位，公布时间为1961年5月10日。
李纲墓的历史年代为宋。